# Кронэм, Чарлз Рэймонд
Чарлз Рэймонд Кронэм (англ. Charles Raymond Cronham; 14 июня 1896, Джерси-Сити — 23 января 1969, Нью-Йорк) — американский органист, дирижёр и композитор.
Окончил Дартмутский колледж, в 1919—1923 гг. преподавал там же. Затем в течение одного сезона музыкальный руководитель и органист курортного клуба в Лейк-Плэсиде. В 1924—1932 гг. городской органист в Портленде, штат Мэн, где огромный Кочмаровский орган был встроен в здание городской ратуши и находился на содержании городского бюджета. Одновременно в 1927—1932 гг. возглавлял Портлендский муниципальный оркестр. После затяжного конфликта с городской администрацией Портленда перебрался в Нью-Йорк, где на протяжении 26 лет работал органистом в Мраморной коллегиальной церкви, пастором которой был Норман Пил.
В 1927 году осуществил в Камдене для звукозаписывающей фирмы Victor Talking Machine Company запись пьесы Александра Расселла «Колокола Сент-Анн-де-Бопре» (англ. The Bells of St. Anne de Beaupré); иногда встречающиеся утверждения о том, что это была первая запись оригинального произведения американского органиста, не соответствуют действительности, поскольку полутора годами раньше другую пьесу Расселла записал для той же фирмы Шарль Мари Курбуан.
Автор органных и вокальных сочинений.
Похоронен на кладбище Seminole в Сент-Питерсберг, Флорида.